# Centre météorologique interarmées
Pour les articles homonymes, voir CMI.
Le Centre météorologie interarmées, abrégé en CMI, (Joint Meteorological Centre, abrégé en JMC, en anglais), est une unité du Commandement du renseignement des Forces canadiennes responsable de fournir du soutien météorologique aux opérations des Forces armées canadiennes (FAC). L'unité est également responsable de mettre sur pied et de former des techniciens météorologiques pour participer aux opérations des FAC ainsi que d'effectuer du développement appliqué pour la météorologie militaire. Elle est basée sur la base de soutien de la 5e Division du Canada Gagetown au Nouveau-Brunswick.

## Annexe